# Bitva u řeky Marica
Bitva u řeky Marica nebo bitva u Černomenu (srbsky Маричка битка/Marička bitka, bulharsky Битката при Марица, turecky Çirmen Muharebesi) se odehrála u řeky Marica, nedaleko vesnice Ormenio, bulharsky Черномен/Černomen, (dnes Řecko, řecky Ορμένιο, turecky Çirmen) a města Edirne (dnes Turecko) v pátek, dne 26. září 1371.
Bitva byla reakcí na osmanskou expanzi na Balkán. Předcházelo její dobytí Sozopolu. V dalších bojích Turci získali města Drama, Kavála a Serres v dnešním Řecku. Turci se tak nebezpečně přiblížili středověkým pravoslavným balkánským státům. Proto se vojska tehdejších srbských despotů Jovana Uglješi a Vukašina rozhodla pro útok, který by vypudil Turky z Balkánu definitivně. V bitvě stály proti sobě jednotky osmanského sultána Murada I. pod velením Lala Sahin Paši a na druhé straně vojska balkánské protiturecké koalice složené z armád Srbska, Bulharska, Uherska, Valašska a Moldavska pod velením prilepského despoty Vukašina Mrnjavčeviće a jeho bratra Jovana Uglješi (přes šedesát tisíc válečníků).

## Průběh

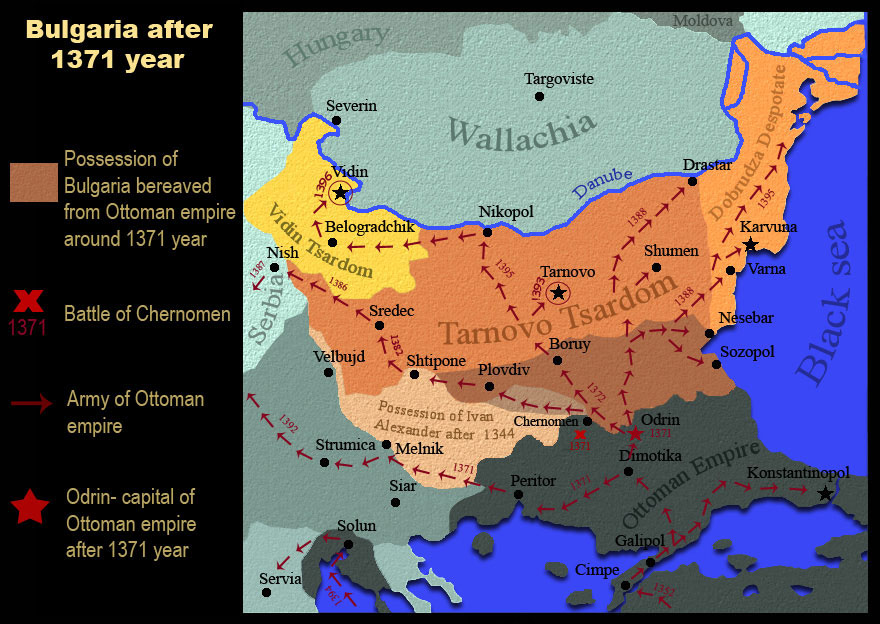
Bulharsko po roce 1371

Uglješa chtěl podniknout překvapivý útok proti tureckému hlavnímu městu Edirne, a to v okamžiku, kdy se sultán Murad I. zdržoval v Malé Asii. Turkům se nejprve podařilo ovládnout pevnost dimotiki (Dodymoteichon) na pravém břehu řeky Marice a pak celou východní Thrákii včetně Drinopole (dnešní turecké Edirna), kam sultán Murad I. přenesl dříve své sídlo. Osmanská armáda byla mnohem menší, ale díky lepší taktice dokázal Sahin Paša porazit křesťanskou armádu a usmrtit oba její vůdce, Vukašina i Jovana Uglješu.
Rozhodující byl také nečekaný útok Turků na srbské vojenské ležení v noci těsně před bitvou. Ve střetu nadcházejícího dne se navíc křesťanská vojska, vybavená kvalitním, nicméně těžkým brněním, stala při přechodu řeky Marica vhodným cílem tureckých sil. Pro Srby, Bulhary a další jednotky skončila bitva katastrofou. V srbské historiografii se lze také setkat proto s pojmem Marická katastrofa.

## Důsledky
Makedonie a část dnešního Řecka připadly po této bitvě Osmanské říši. Bulharský car Ivan Šišman a Vukašinův syn princ Marko se stali vazaly tureckého sultána a byli nuceni bojovat na straně Osmanů proti Valašsku. Turecku se tímto otevřely dveře na Balkán.